# Kmara

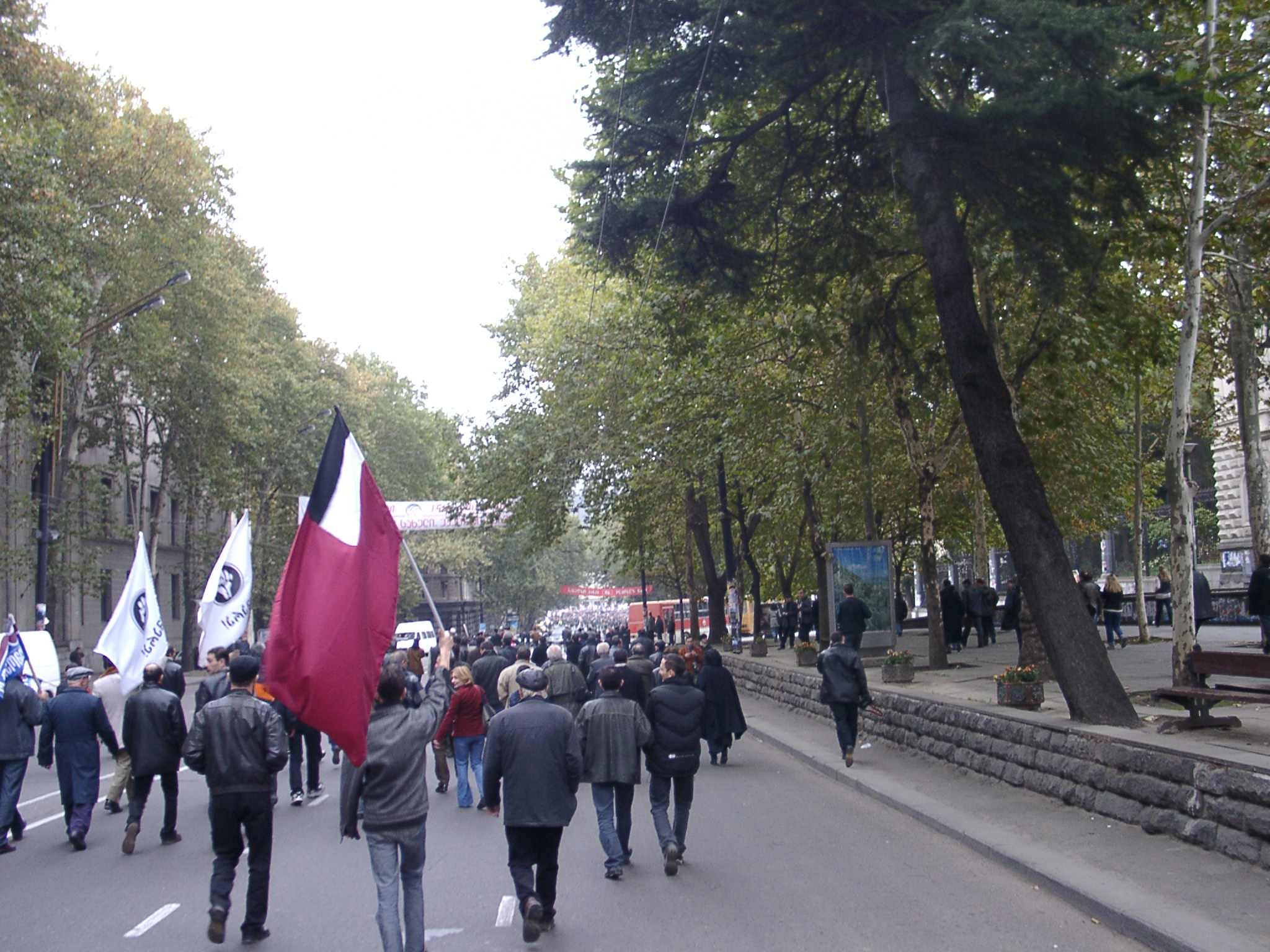
Révolution des Roses, Tbilissi 2003. Descente de l'avenue Rustaveli.

Kmara (en géorgien : კმარა) est un mouvement de résistance civique né en Géorgie avec l'aide de l'Open Society Institute, qui a contribué a déstabiliser le gouvernement d'Édouard Chevardnadzé. 
Quand des observateurs internationaux condamnent l'attitude de ce gouvernement pendant les élections de novembre 2003, Kmara prend la tête de la contestation, qui précipite la chute de ce gouvernement, lors de ce qu'on a appelé la révolution des Roses.
Son origine date de l'année 2000, lorsqu'un groupe de 2500 étudiants de Tbilissi commence à protester contre la corruption du pays dans les universités. D’après le journaliste canadien Mark MacKinnon, elle aurait reçu une somme de 500 000 $ pour sa création, par le philanthrope George Soros, via l'Open Society Institute. L'ONG de défense des droits de l'homme Liberty Institute, dirigé par Levan Ramichvili, fournit de l'aide organisationnelle et logistique à ce groupe qui devient Kmara en 2003. Ivan Marovic, de l'organisation Otpor va former les dirigeants de Kmara à fonder un parti, recruter des militants, organiser des manifestations[réf. souhaitée].
Son action se base notamment sur l'utilisation de symboles et de slogans marquant l'opinion, comme expliqué dans le livre de Gene Sharp, 198 Methods of Nonviolent Action
Avec l'arrivée au pouvoir de Mikheil Saakachvili, Kmara réoriente son action contre lui[réf. souhaitée], puis par la suite soutient la réintégration de l'Adjarie à la Géorgie.